# Trimeresurus popeiorum
Trimeresurus popeorum (víbora de árbol o crótalo de bambú) es una especie de crótalo venenoso endémica al norte de India, el sureste de Asia y partes de Indonesia. Tres subespecies son reconocidas actualmente, incluyendo las subespecies mencionadas aquí.

## Descripción
Tiene una longitud de 76 cm (30 in) y el largo de la cola es de 15.5 cm (6.1 in).
La coloración es verde en el lomo, verde claro a blanquecino en el vientre, líneas bicolores lateral naranja o chocolate (arriba) y blanca (arriba) (machos) o blanca (hembras); las cuales ocupan la mayoría de las líneas externas y una porción de la segunda hilera. 
Tiene escamas dorsales en las hileras longitudinales 21 (raramente 23) del cuerpo medio; 9-11 escamas labiales superiores, las primeras separadas de las fosas nasales por una sutura clara; una sola escama en los ojos. 155-169 escamas ventrales; 52-76 escamas subcaudales, en machos, la base de la cola es engrosada al nivel de las escamas subcaudales 20-25; hemipenes largos, delgados y lisos, sin espinas. 
Esta especie es usualmente confundida con T. s. stejnegeri; los dos tienen hemipenes distintivos, lo cual no hace una identificación de los individuos fuera o dentro de los laboratorios más fácil sin revisar (a) un macho y (b) un examen del hemipene. Sin embargo, las dos especies son conocidas por tener características parecidas, basadas en los materiales disponibles. También, cercana a T. popeorum está T. s. yunnanensis; normalmente, las dos son diferenciadas por el número de escamas dorsales en las hileras del cuerpo medio, 21 en T. popeorum y  19 en T. s. yunnanensis.

## Área geográfica
Su distribución geográfica va desde el noreste de India, Birmania, Tailandia, al oeste de Malasia y Vietnam.  En Indonesia, ocurre en las islas de Sumatra, islas Mentawai (Siberut, Sipora y al norte de Pagai) y Borneo. El lugar donde la especie se encuentra más comúnmente son las colinas de Khasi, Provincia de Assam, India.

## Taxonomía & Etimología
Hay diferentes opiniones de la forma correcta de ortografía del segundo nombre de la especie. Lo siguiente es de David and Vogel (1996):
Esta especie fue llamada en honor a Clifford H. Pope y Sarah H. Pope. La forma original de ortografía de esta especie, popeiorum, fue corregida hapopeorum por Smith (1943:518) en las bases de que fue un error administrativo. Desafortunadamente, según Artículo 32 (c, ii) del código (ICZN, 1985), estos cambios no caen bajo la categoría de una corrección de una ortografía incorrecta. Según el 33 (d), el use de la terminación  -orum es la ortografía del nombre de una especie-grupo que genera del nombre de una persona el cual terminaría en -iorum, es incorrecto, aun si el cambio es voluntario. La forma original de ortografía, popeiorum, debe entonces ser conservada. 

### Hábitat
T. popeorum habita en bosques de regiones montañosas.

### Comportamiento
Es una criatura nocturna y arbórea. Si se siente amenazada, vibrara su cola.

### Dieta
Sus presas más comunes son ranas, lagartijas, pájaros y roedores (especialmente ratas y ardillas).

### Reproducción
Esta especie es ovípara. En India, hembras sexualmente maduras ponen huevos en abril y mayo, y el promedio es de 10. Los recién nacidos tienen un largo de 7.1 in.

### Veneno
T. Popeorum posee un veneno hemotóxico el cual es peligroso para humanos.

### Curiosidades
T. Popeorum fue empleada por las tropas del Ejército Popular de Vietnam y los guerrilleros del Vietcong como parte de trampas cazabobos contra soldados franceses y estadounidenses, tanto durante la Guerra de Indochina como también durante la Guerra de Vietnam.